# Liste der IVD-Merkblätter

IVD-Merkblätter

IVD-Merkblätter ist der Name einer Reihe von Technischen Merkblättern, die vom IVD INDUSTRIEVERBAND DICHTSTOFFE E.V. (Düsseldorf) herausgegeben werden.
Die Merkblätter behandeln technische Themen rund um das Thema Fugenabdichtung im Bau, insbesondere zu Fragestellungen, die von den gängigen Regelwerken noch nicht ausreichend erfasst sind. Sie sind in der Fachwelt als Stand der Technik anerkannt und gehören daher zur Basisausstattung von ausführenden Handwerkern, Planern und Bauunternehmen, werden aber auch von Bausachverständigen, Fachanwälten für Bau- und Architektenrecht und bei Streitfällen auch von Richtern als Standardwerk herangezogen.
Das erste Merkblatt erschien kurz nach der Gründung des Verbandes im Jahre 1986. Seither erschienen in unregelmäßigen Abständen Jahr für Jahr neue Merkblätter. Gleichzeitig wurden die bestehenden Merkblätter regelmäßig aktualisiert und zum Beispiel an die europäische Normenentwicklung angepasst.
Die Technischen Merkblätter des IVD stehen zum kostenlosen Download zur Verfügung.

## IVD-Merkblätter

### IVD-Merkblatt 1 – Abdichtung von Bodenfugen mit elastischen Dichtstoffen
Die Abdichtung von Bodenfugen stellt hohe Anforderungen an alle Beteiligten und kann deshalb nur von diesen gemeinsam verantwortet werden.
Die Konstruktion, die Berechnung und die Auswahl des einzusetzenden Dichtstoffes ist eine Planungsaufgabe. Diese beinhaltet vor allem die exakte Berechnung der Mindestfugenbreite. Dieses Merkblatt enthält Richtwerte für die Mindestfugenbreite. Genaue Dimensionsänderungen der Bauteile müssen vom Planer berechnet werden.
Der Dichtstoffhersteller ist verantwortlich für die Qualität und Konformität der Eigenschaften und Daten seiner Produkte. Der Planer und der Verarbeiter sind auf diese Angaben angewiesen.
Die Abdichtung von Bodenfugen stellt besondere Anforderungen auch an den ausführenden Betrieb im Hinblick auf die notwendigen Vorarbeiten. Deshalb sollen nur erfahrene Fachbetriebe mit den Arbeiten beauftragt werden.

### IVD-Merkblatt 2 – Klassifizierung von Dichtstoffen
Das Merkblatt definiert und erläutert die Anforderungen der europäischen und internationalen Normung sowie der Bauproduktenrichtlinie an spritzbare Dichtstoffe.
Als entsprechende Normen liegen folgende Regelwerke vor:
- EN ISO 11600
- EN 15651-1...5 sowie die darin zitierten Normen.

Darüber hinaus kann eine Klassifizierung von Dichtstoffen auch vorgenommen werden nach den Anwendungsgebieten, dem elastischen/plastischen Verhalten und der Zulässigen Gesamtverformung (ZGV), welche auch als Bewegungsvermögen bezeichnet wird.
Der Sinn von Klassifizierungen liegt darin, dem Anwender auf leicht verständliche Weise Grundinformationen über einen Dichtstoff zu vermitteln.
Zur Beschreibung von Dichtstoffen werden in der Praxis häufig neben den Begriffen elastisch und plastisch auch Hilfsbezeichnungen wie z. B. dauerelastisch, weichelastisch, hartelastisch oder dauerplastisch verwendet. Diese Begriffe sind unzulässig und führen zur Verwirrung des Anwenders. Im ursprünglichen IVD-Merkblatt Nr. 2 (Ausgabe März 1999) hatte der Technische Arbeitskreis im IVD daher die beiden Begriffe elastisch und plastisch durch die Bezeichnungen elastoplastisch und plastoelastisch ergänzt.
Die Charakterisierung von Dichtstoffen als elastisch, plastisch, elastoplastisch und plastoelastisch, als auch die Verknüpfung der genormten Prüfmethode für die Bestimmung des Rückstellvermögens mit der durch langjährige praktische Erfahrung ermittelten Zulässigen Gesamtverformung, hat sich zwar bewährt, wurde aber vorwiegend nur auf dem deutschen Markt verwendet.
Durch die Einführung der Europäischen Norm EN 15651 und den darin verwendeten Klassifizierungen von Dichtstoffen ergibt sich die Notwendigkeit, dieses Klassifizierungssystem zu übernehmen. Die EN 15651 beeinflusst dabei auch den Umfang anderer bestehender DIN-Normen, wie z. B. die DIN 18545-2 „Abdichten von Verglasungen mit Dichtstoffen“ und die DIN 18540.
Dabei bleiben nur die Teile der deutschen Normen (als Restnormen) bestehen, die nicht Inhalt der EN 15651 sind. Mit der Veröffentlichung im Official Journal of European Union (OJEU) werden die harmonisierten Teile der EN 15651 verpflichtend und bedingen die CE-Kennzeichnung gemäß der Bauproduktenrichtlinie.
Ziel des Merkblattes ist es, eine allgemein gültige Übersicht für Dichtstoffe darzustellen, welches die bestehenden Normen und Kennzeichnungsvorschriften berücksichtigt und darüber hinaus den Zusammenhang zwischen Zulässiger Gesamtverformung, Dichtstofftyp und den vom Dichtstoff zu erfüllenden Anforderungen regelt.

### IVD-Merkblatt 3-1 – Konstruktive Ausführung und Abdichtung von Fugen in Sanitär- und Feuchträumen – Teil 1: Abdichtung mit spritzbaren Dichtstoffen
In kaum einem anderen Anwendungsgebiet treffen so viele verschiedene Baustoffe wie z. B. Fliesen, Natursteine, Holz, Glas, Kunststoffe, Metalle und sanitäre Einrichtungsgegenstände aufeinander.
Alle diese Baustoffe und Bauteile verhalten sich bei mechanischer und thermischer Belastung unterschiedlich, sodass die verfugten und mit spritzbaren Dichtstoffen abgedichteten Anschlussstellen eine unterschiedlich hohe Bewegung aufnehmen und der Belastung entsprechend standhalten müssen.
Die Gefahr von Rissbildung, durch die Feuchtigkeit/Wasser unkontrolliert in die Bausubstanz eindringen kann, ist damit groß.
Das Merkblatt zeigt neben der konstruktiven Ausführung den richtigen Einsatz der verschiedenen Dichtstoffe und deren Qualitätsanforderungen.

### IVD-Merkblatt 3-2 – Konstruktive Ausführung und Abdichtung von Fugen in Sanitär- und Feuchträumen – Teil 2: Abdichtung von Wannen und Duschwannen in Verbindung mit flexiblen Zargenbändern/Wannenrand-Dichtbändern
Die Trennung dieses Merkblattes in 2 Teile dient der übersichtlicheren Darstellung des Themas für den Planer und Verarbeiter.
Das Merkblatt Nr. 3-2 dient als Ergänzung zu IVD-Merkblatt Nr. 3-1.
Bei der Abdichtung von Bewegungsfugen an Wannen und Duschwannen können für ein nachhaltiges Abdichtungskonzept neben dem spritzbaren Dichtstoff weitere Materialien eingesetzt werden.
Diese Materialien werden in diesem Merkblatt schwerpunktmäßig behandelt:
- Flexible Zargenbänder
- Wannenrand-Dichtbänder

Grundsatzaussagen zu Normung und Qualität von spritzbaren Dichtstoffen sowie Einstufung und Qualitätsanforderungen der Dichtstoffe nach DIN EN 15651-3 sind im IVD-Merkblatt Nr. 3-1 ausführlich dargestellt.

### IVD-Merkblatt 4 – Abdichten von Fugen im Hochbau mit aufzuklebenden Elastomer-Fugenbändern
Die Sanierung mit (farbigen) Fugenbändern ist eine Möglichkeit der elastischen Fugenabdichtung, wenn spritzbare Dichtstoffe aus verschiedenen Gründen nicht zum Einsatz kommen können.
Wie z. B.:
- Zu schmale Fugen
- Zu breite Fugen
- Starker Fugenversatz
- Verunreinigte Fugenflanken

### IVD-Merkblatt 5 – Abdichtungen mit Butylbändern
Dichtungsbänder auf Basis von Butylkautschuk sind eine Ergänzung bzw. Alternative zu den Abdichtungstechniken mit spritzbaren Dichtstoffen. Sie sind seit etwa 30 Jahren in verschiedenen Bereichen der Abdichtungstechnik mit Erfolg eingeführt. In dieser Zeit haben sie sich bestens bewährt und sind bei verschiedenen Systemen nicht mehr wegzudenken.
Das große Spektrum der Anwendungsmöglichkeiten und die Vielfalt von Problemlösungen verbieten es, den Geltungsbereich dieses Merkblattes auf ein oder wenige Einsatzgebiete einzuschränken. Vielmehr sollen die typischen Eigenschaften und Anwendungsbereiche erläutert werden. Butylbänder sind in der Regel stark klebende, vorprofilierte Dichtstoffe auf der Basis von Butylkautschuk (IIR=Isobutylene Isoprene-Rubber) und/oder Polyisobutylen (PIB) mit plastischen Eigenschaften. Für die Formulierung unterschiedlicher Butylband-Qualitäten werden zusätzliche Rohstoffe wie z. B. Harze, Haftvermittler, Füllstoffe und Pigmente verwendet. Wenn auch durch unterschiedliche Rezepturen und Konfektionierungen vielfältige Unterscheidungsmerkmale herausgestellt werden können, so zeichnen sich Qualitätsbänder durch viele gemeinsame typische, wenn auch unterschiedlich ausgeprägte Eigenschaften aus.

### IVD-Merkblatt 6 – Fugenabdichtung an Anlagen zum Umgang mit wassergefährdenden Stoffen
Die Abdichtung von Fugen an Anlagen zum Umgang mit wassergefährdenden Stoffen stellt sehr hohe Anforderungen an alle Beteiligten und kann deshalb nur von diesen gemeinsam verantwortet werden.
Die Konstruktion, die Berechnung und die Auswahl des einzusetzenden Dichtstoffes ist eine Planungsaufgabe. Diese beinhaltet vor allem die exakte Berücksichtigung aller technischen und behördlichen Randbedingungen.
Der Dichtstoffhersteller ist verantwortlich für die Qualität und die Konformität der Eigenschaften und Daten seiner Produkte. Der Planer und der Verarbeiter sind für die fachgerechte Ausführung der Abdichtungsarbeiten zuständig.
Dieses Merkblatt soll auf die spezifischen Besonderheiten bei der Umsetzung der Forderungen des Wasserhaushaltsgesetzes hinweisen. Es soll Bauherren, Planern und ausführenden Betrieben die wesentlichsten Anhaltspunkte für die fachgerechte Ausführung dieser Fugenabdichtungsarbeiten geben.

### IVD-Merkblatt 7 – Elastischer Fugenverschluss bei Fassaden aus angemörtelten keramischen Fliesen
Das IVD-Merkblatt 7 wird durch das umfassendere IVD-Merkblatt 27 ersetzt.

### IVD-Merkblatt 8 – Konstruktive Ausführung und Abdichtung von Fugen im Holzfußbodenbereich
Das vorliegende Merkblatt beschreibt die Problematik, die bei den Fugenabdichtungen im Holzfußbodenbereich auftreten können und wie sie zu lösen sind.

### IVD-Merkblatt 9 – Spritzbare Dichtstoffe in der Anschlussfuge für Fenster und Außentüren
Seit Februar 2002 (Änderung April 2007) ist die neue Energieeinsparverordnung (EnEV) in Kraft, die im § 5 die luftdichte Abdichtung der gesamten Gebäudehülle zwingend vorschreibt. Diese Forderung bezieht sich auf alle Fugen, Durchdringungen und Baukörperanschlüsse wie z. B. zwischen Fenstern bzw. Außentüren und den angrenzenden Bauteilen.
Mit dieser Zielsetzung aus der EnEV werden vorrangig die weitere Senkung des Heizenergieverbrauches und die Verringerung von Bauschäden angestrebt. Luftundichtheiten an Fugen stellen bauphysikalisch immer noch eine erhebliche Schwachstelle an Gebäuden dar und verursachen ungewollte und teilweise schwer kontrollierbare Wärmeverluste und Feuchtigkeitsschäden.
Die Luftdichtheit der Gebäudehülle wird deshalb zukünftig als ein wesentliches Qualitätskriterium bei der Bauabnahme gelten und kann durch das BlowerDoorMessverfahren überprüft werden. Eine luftdichte Abdichtung der Fensteranschlussfugen auf der Raumseite, ausgeführt nach den anerkannten Regeln der Technik, dient zur weitgehenden Vermeidung des Eindringens feuchter Raumluft in die Anschlussfuge und leistet zusätzlich einen nützlichen Beitrag zur weiteren Einsparung von Heizenergie.
Die baukonstruktiven Anschlussbedingungen zwischen Fenster und Baukörper sind in der Praxis sehr vielfältig, so dass es keine Universallösung für Abdichtungen auf der Raumseite und der Außenseite gibt.
Ziel dieses Merkblattes ist es, neben den Planern vor allem dem Fensterbauer und Verarbeiter von spritzbaren Dichtstoffen Informationen und Hinweise zu vermitteln, wie eine regelgerechte Abdichtung von Fensteranschlussfugen auszuführen ist und welche Anforderungen von den dafür einzusetzenden Dichtstoffen zu erfüllen sind. Die Luftdichtheit der Innenfugen und die Schlagregendichtheit der Außenfugen kann problemlos mit spritzbaren Dichtstoffen erzielt werden, sofern die Grundlagen dieses Merkblattes bei der Verarbeitung beachtet werden.

### IVD-Merkblatt 10 – Glasabdichtung am Holzfenster mit Dichtstoffen
Eine wesentliche Grundlage des vorliegenden Merkblattes ist die ift-Richtlinie „Richtlinie zur Ermittlung der Beanspruchung für die Verglasung von Fenstern und Fenstertüren bei der Verwendung von Dichtstoffen“. Sie legt die Auswahl und Grundsätze zur Bestimmung des geeigneten Verglasungssystems sowie zu verwendende Dichtstoffe fest. Das Merkblatt erlaubt in übersichtlicher Darstellung der beiden Verglasungssysteme, mit oder ohne Vorlegeband, die Vergleichbarkeit der Leistungsmerkmale. In Technischen Regelwerken, wie z. B. in Normen, kann nur das Grundsätzliche zur Abdichtung zwischen Glas und Rahmen geklärt werden. Die Probleme der Praxis liegen aber im Detail, so dass es notwendig ist, die Lücke zwischen Regelwerken und dem praktischen Wissen zu schließen. Dies hat sich das IVD-Merkblatt Nr. 10 zur Aufgabe gestellt. Das Ziel dieses Merkblattes ist es auch darzulegen, weshalb nicht nur die Belastung der Abdichtung von der Außenseite, sondern auch die Beanspruchung von der Raumseite bei der Glasabdichtung zu berücksichtigen ist. Durch den Kreis der Mitwirkenden an der Richtlinie ist auch sichergestellt, dass sowohl die wissenschaftlichen Erkenntnisse als auch die praktischen Erfahrungen berücksichtigt wurden.
Das Merkblatt geht von der Grundforderung, dass die Verglasung dicht sein muss, aus und erläutert die technischen Möglichkeiten und die notwendigen Randbedingungen zur Erfüllung dieser Anforderungen. Es beschreibt die Verglasung mit Vorlegeband nach DIN 18545 als auch die Verglasung ohne Vorlegeband als anerkannte Regeln der Technik. Neu aufgenommen in dieses Merkblatt wurde aufgrund der wachsenden Nachfrage am Markt das selbstreinigende Glas.

### IVD-Merkblatt 11 – Erläuterungen zu Fachbegriffen aus dem „Brandschutz“ aus Sicht der Dichtstoffe bzw. den mit Dichtstoffen ausgespritzten Fugen
Die Erfahrungen mit dem Brandschutz in bestehenden Gebäuden einerseits und die komplexe Architektur und Gebäudetechnik andererseits machen anwendbare Normen und Richtlinien unentbehrlich. Aus diesem Grund wird dem vorbeugenden Brandschutz im Hochbau eine sehr hohe Bedeutung beigemessen. Dies beginnt bereits in der Planung und setzt sich fort bei der Auswahl der einzusetzenden Baustoffe bzw. Bauteile. Somit betrifft er u. a. auch die Dichtstoffe und ihren Einsatz.
Damit die Beurteilung des notwendigen Brandschutzes und die baulichen Ausführungen in allen Fällen auch nach den neuesten Erkenntnissen erfolgen, sind die wichtigsten Punkte in Normen, Verordnungen und Gesetzen festgeschrieben.

### IVD-Merkblatt 12 – Die Überstreichbarkeit von bewegungsausgleichenden Dichtstoffen im Hochbau
In der täglichen Praxis tritt häufig der Fall ein, dass Beschichtungen, die für feste Baustoffe, wie z. B. Beton, Putz, Holz oder Metall entwickelt wurden und dort ihre Funktion ausüben, aus unterschiedlichen Gründen auf die angrenzenden, mit Dichtstoffen abgedichteten Fugen aufgebracht werden.

### IVD-Merkblatt 13 – Glasabdichtung an Holz-Metall-Fensterkonstruktionen mit Dichtstoffen
Die konstruktiven Besonderheiten an den Abdichtungsbereichen dieser Konstruktionen zwischen Glas und Rahmen sind ein wesentlicher Anlass zur Erstellung dieses Merkblattes. Die Abdichtung dieser Fensterkonstruktionen kann sowohl mit spritzbaren Dichtstoffen als auch mit Dichtprofilen (Trockenverglasung) erfolgen. Um die dauerhafte Funktion der Versiegelung mit Dichtstoffen sicherzustellen, sind die nachfolgenden Punkte des Merkblattes zu beachten. Das Merkblatt geht von der Grundforderung aus, dass die Verglasung dicht sein muss aus und erläutert die technischen Möglichkeiten und die notwendigen Randbedingungen zur Erfüllung dieser Anforderungen. Es beschreibt sowohl die Verglasung mit Vorlegeband nach DIN 18545 als auch die Verglasung ohne Vorlegeband als anerkannte Regel der Technik. Neu aufgenommen wurde das selbstreinigende Glas.

### IVD-Merkblatt 14 – Dichtstoffe und Schimmelpilzbefall
Nicht nur im Zusammenhang mit Dichtstoffen, sondern auch bei vielen anderen Dingen des alltäglichen Lebens ist zu beobachten, dass Stoffe von Mikroorganismen wie z. B. Schimmelpilzen befallen werden. Bekannt ist dies von Lebensmitteln wie Brot und Obst, aber auch von Wänden, Decken, Holz- und Kunststoffoberflächen in Wohnungen, wo sich Mikroorganismen unerwünscht ansiedeln.

### IVD-Merkblatt 15 – Die Wartung von bewegungsausgleichenden Dichtstoffen und aufgeklebten elastischen Fugenbändern
So wie es bei technischen Geräten und Anlagen selbstverständlich und Teil des Kaufvertrages ist, dass eine regelmäßige Wartung seitens des Herstellers vorgenommen werden muss, gibt es Fugenbereiche, in denen Fugenabdichtungs-Materialien herausragende Aufgaben zu erfüllen haben, die neben dem Schutz eines Gebäudes oder eines Gebäudeteils vor eindringender Feuchtigkeit und Wärmeverlusten, vor allem dem Umweltschutz und dem Gewässerschutz dienen.
Bei Einhaltung der wesentlichen Rahmenbedingungen für das jeweilige Einsatzgebiet für Fugenabdichtungs-Systeme wie die:
- Fugenkonstruktion gemäß geltender Regelwerke und Technischen Richtlinien (siehe Nr. 11 Regelwerke)
- Einhaltung der Qualitätsanforderungen von Seiten der Hersteller
- fachgerechte Verarbeitung gemäß Technischer Richtlinien und Vorschriften des Herstellers

ist eine Wartung und/oder regelmäßige Überwachung einer Abdichtung im Regelfall nicht erforderlich. Eine Wartung bzw. Überwachung ist dort erforderlich, wo bestimmte Fugenbereiche nach den Erfahrungen der Praxis nicht oder nur unzureichend in ihrer Belastung zu beurteilen sind, z. B. durch zu harte Reinigungsbürsten mit zu hohem Druck oder falsche Düsen, Überdosierung von Reinigungs- und Dekontaminierungsmitteln, unzulässige Dauer einer Medienbeanspruchung sowie eine intermittierende Beaufschlagung.

### IVD-Merkblatt 16 – Anschlussfugen im Trockenbau
Um die Anschlüsse der Gipsplattenflächen aneinander und zu anderen Bauteilen beurteilen und bearbeiten zu können, ist die Kenntnis der Konstruktion und der zu erwartenden Formveränderungen unbedingte Voraussetzung.
In den Anschlussfugen können sich Bewegungen in einer Größenordnung von Bruchteilen eines Millimeters, aber durchaus auch von einigen Millimetern einstellen. In den zuletzt genannten Fällen ist eine funktionsfähige Abdichtung mit spritzbaren Dichtstoffen – wie in diesem Merkblatt beschrieben – nicht möglich.
Nach DIN 52452-4 dürfen bewegungsausgleichende Dichtstoffe nicht ganzflächig überstrichen werden. Laut Qualitätsanforderungen trifft das auf die nach diesem Merkblatt einzusetzenden Dichtstoffe zu.

### IVD-Merkblatt 17 – Anschlussfugen im Schwimmbadbau
Fugen im Schwimmbadbau sind Anschluss-, Dehn- und Sichtfugen in der Konstruktion zu angrenzenden Bauteilen oder durchdringenden Bauelementen. Einerseits kommen eine große Vielfalt von Baustoffen und Bauteilen mit sehr unterschiedlichen physikalischen Eigenschaften zum Einsatz und andererseits wirken auf die Gesamtkonstruktion insgesamt sehr intensive Belastungen ein.

### IVD-Merkblatt 19-1 – Abdichtung von Fugen und Anschlüssen im Dachbereich (Außenbereich)
Dachdeckungen bzw. -abdichtungen sind der obere Abschluss von Gebäuden auf flachen oder unterschiedlich geneigten Dachkonstruktionen.
Die Anschlüsse der Dachdeckung bzw. -abdichtung an angrenzende oder durchdringende Bauteile bzw. Bauelemente erfolgen auch unter Zuhilfenahme von spritzbaren Dichtstoffen, Montageklebstoffen sowie Butyldichtungsbändern und -profilen, um die notwendige Dichtheit zu erreichen.

### IVD-Merkblatt 19-2 – Abdichtungen von Fugen und Anschlüssen im Dachbereich (Luftdichte Ebene)
Die Trennung des Merkblattes Nr. 19 in zwei Teile dient der übersichtlicheren Darstellung für den Planer und Verarbeiter.
Das Merkblatt Nr. 19-2 gilt in mehreren Punkten als Ergänzung zu Merkblatt Nr. 19-1: Bei den Anschlussabdichtungen in der luftdichten Ebene werden unterschiedliche Qualitätsanforderungen an die Abdichtungsmaterialien gestellt. Die Einsatzschwerpunkte der Produktgruppen gegenüber dem Außenbereich unterscheiden sich ebenfalls erheblich.
Die in diesem Teil des Merkblattes beschriebenen Produktgruppen sind bei Beachtung der Verarbeitungsvorschriften in der Lage, die Anschlussabdichtungen in der luftdichten Ebene gemäß DIN 4108-7 sicherzustellen.

### IVD-Merkblatt 20 – Fugenabdichtung an Holzbauteilen und Holzwerkstoffen
Für dieses Merkblatt gilt nicht nur die Grundregel der Bautechnik – unterschiedliche Bauteile dehnen sich unterschiedlich aus –, sondern beim Werkstoff Holz zusätzlich die Eigenschaft der Maßhaltigkeit, die nach BFS-Merkblatt Nr. 18 – Beschichtungen auf Holz und Holzwerkstoffen im Außenbereich – wie folgt eingeteilt wird:
- maßhaltig
- begrenzt maßhaltig
- nicht maßhaltig

### IVD-Merkblatt 21 – Elastische Fugenabdichtungen im Lebensmittelbereich
Die Abdichtung von Fugen in Bereichen mit Lebensmittelkontakt stellt hohe Anforderungen an alle Beteiligten und kann deshalb nur von diesen gemeinsam verantwortet werden.
Die Konstruktion, die Berechnung und die Auswahl des einzusetzenden Dichtstoffs ist eine Planungsaufgabe. Diese beinhaltet vor allem die exakte Berücksichtigung der Mindestfugenbreite, Verträglichkeiten, Oberflächenbeschaffenheit der Werkstoffe, Beanspruchung und Eignung der Dichtstoffe.
Die Abdichtung von Fugen stellt besondere Anforderungen auch an den ausführenden Betrieb im Hinblick auf die notwendigen Vorarbeiten. Deshalb sollen nur qualifizierte Fachbetriebe mit den Arbeiten beauftragt werden.
Die nicht fachgerechte Verfugung und/oder die Verwendung ungeeigneter Dichtstoffe macht nicht nur die getane Arbeit zunichte, sondern sorgt zusätzlich für nicht abschätzbare Folgekosten, die durch aufwendige Nacharbeiten entstehen können. Zusätzlich muss neben juristischen Auseinandersetzungen mit erheblichen Imageschäden und dem Verlust möglicher Folgeaufträge gerechnet werden.
Das vorliegende Merkblatt zeigt anhand von Anwendungsbeispielen auf, wo die Dichtstoffe richtig und sinnvoll einzusetzen sind, definiert die Qualitätsanforderungen und ermöglicht damit die Festlegung, welcher Dichtstoff für den jeweiligen Einsatzbereich geeignet ist. Dieses Merkblatt beschreibt die qualitativen Anforderungen an einen Dichtstoff und seine Verarbeitung für Fugen im Lebensmittelbereich.

### IVD-Merkblatt 22 – Anschlussfugen im Stahl- und Aluminium-Fassadenbau sowie konstruktivem Glasbau – Einsatzmöglichkeiten von spritzbaren Dichtstoffen
Anschlussfugen im Stahl- und Aluminium-Fassadenbau sowie im konstruktiven Glasbau sind die Abdichtungsbereiche in der Konstruktion zu angrenzenden Gebäudeteilen oder durchdringenden Bauelementen.
Einerseits kommen eine große Vielfalt von Baustoffen und Bauteilen mit sehr unterschiedlichen physikalischen Eigenschaften zum Einsatz und andererseits wirken auf die Gesamtkonstruktion insgesamt sehr intensive Belastungen ein, wie z. B.:
- Feuchtigkeit (Regen, Eis, Tauwasser)
- Ozon
- UV-Strahlung
- Chemische Einwirkungen (Reinigungsmittel)
- Biologische Einwirkungen (Algen, Schimmel, Pflanzensporen)
- Mechanische Einwirkungen (Begehbarkeit, Winddruck/Windsog, Reinigung)
- Thermische Einwirkungen (Temperaturwechsel)

Für eine dauerhafte Abdichtung muss daher die Konstruktion im Vorfeld sorgfältig geplant und ausgeschrieben werden.

### IVD-Merkblatt 23 – Abdichtungen von Fugen und Anschlüssen an Naturstein
Natursteine haben für ihre Entstehung viele Millionen Jahre gebraucht. Eine unsachgemäße Verfugung/Nachbehandlung kann diese Arbeit der Natur in kürzester Zeit beeinträchtigen oder irreparabel schädigen. Die Verfugung von Natursteinen muss im Vorfeld sorgfältig geplant, ausgeschrieben und ausgeführt werden, da eine große Vielfalt von Natursteinarten mit sehr unterschiedlichen physikalischen Eigenschaften (zum Beispiel Saugfähigkeit) zum Einsatz kommen.
Die nicht fachgerechte Verfugung und/oder die Verwendung ungeeigneter Dichtstoffe macht nicht nur die getane Arbeit zunichte, sondern sorgt zusätzlich für nicht abschätzbare Folgekosten, die durch aufwendige Nacharbeiten entstehen können. Zusätzlich muss man neben juristischen Auseinandersetzungen mit erheblichen Imageschäden und dem Verlust möglicher Folgeaufträge rechnen.

### IVD-Merkblatt 24 – Fugenabdichtung mit spritzbaren Dichtstoffen und vorkomprimierten Dichtungsbändern sowie Montageklebstoffe im Wintergartenbau
Die Luft- und Wasserdichtheit im Wintergarten wird im Wesentlichen durch die Baufugen (Konstruktionsfugen) und die Flügelfugen der Öffnungselemente (Funktionsfugen) bestimmt. Die Konstruktionselemente Tragwerk, Rahmen und Glas, also mehr als 90 % der Außenflächen sind materialbedingt dicht. Damit wird die fachgerechte Ausbildung der Baufugen, neben den Funktionsfugen qualitätsbestimmend für die Dichtheit des Wintergartens. Mängel können zu empfindlichen Schäden (Feuchtigkeit, Schimmelbildung, Bauschäden, Funktionsbeeinträchtigung der Wärme- und Schalldämmung der Bauanschlüsse und Elementkopplungen) führen.
Der Einsatz von spritzbaren Dichtstoffen an belasteten Baufugen ist im Wintergartenbau auf das unvermeidbare Minimum zu beschränken. Jede Verfugung, insbesondere an mechanisch belasteten Fugen hat auch bei fachgerechter Verarbeitung und hochwertigem Dichtstoff eine begrenzte Lebensdauer. Im Wintergarten müssen diese Fugenabdichtungen deshalb nach Vereinbarung regelmäßig inspiziert und ggf. gewartet werden, um ihre Funktionsfähigkeit während der insgesamt hohen Lebensdauer eines Wintergartens zu erhalten. Fugen sollten deshalb dort, wo das technisch möglich ist, mit überlappenden Profilen, Leisten oder anderen Alternativen geschützt werden.
Die Ausführung der Baufugen muss, als Bestandteil der Gesamtplanung im Vorfeld sorgfältig geplant werden (eingesetzter Dichtstoff, Hinterfüllmaterial, Bemessung), da eine Vielfalt von Baustoffen und Bauteilen mit unterschiedlichen mechanischen, physikalischen und chemischen Eigenschaften zum Einsatz kommt und auf die Gesamtkonstruktion fortgesetzt intensive Belastungen von außen aber auch von innen einwirken. Dazu s. a. Merkblatt 02 des Bundesverband Wintergarten e.V. „Wärme- und feuchtetechnische Planung und Ausführung der Bauanschlüsse von Wohn-Wintergärten“. Auf Ausschreibungshilfen wird hier verzichtet. Ausschreibungen sind für Wintergärten nicht typisch, da diese fast ausschließlich im Privatbereich errichtet werden. Für die Ausnahmefälle können Hinweise dazu dem IVD-Merkblatt 9, Abschnitt 17 entnommen werden.
Ziel dieses Merkblattes ist es, Planern und Verarbeitern Informationen und Hinweise zu vermitteln, wie eine regelgerechte Abdichtung im Wintergartenbau auszuführen ist und welche Anforderungen von den dafür einzusetzenden Abdichtungsmaterialien zu erfüllen sind. Dieses Merkblatt steht in engem Zusammenhang mit dem Merkblatt 02 „Bauanschlüsse“ des Bundesverbandes Wintergarten und den Merkblättern Nr. 4, 5, 7, 9 und 13 des IVD.

### IVD-Merkblatt 25 – Abdichtungen von Fugen und Anschlüssen in der Klempnertechnik
Die Abdichtungs- und Montagearbeiten im Klempnerhandwerk betreffen im Wesentlichen Metallprofile und Feinbleche. Das vorliegende Merkblatt gibt entsprechende Hinweise sowohl für den Planer als auch für den ausführenden Fachbetrieb.

### IVD-Merkblatt 26 – Abdichten von Fenster- und Fassadenfugen mit vorkomprimierten und imprägnierten Fugendichtbändern(Kompri-Bänder)
Für die fachgerechte Abdichtung von Anschluss- und Bewegungsfugen (Dehnfugen) stehen mittlerweile eine Reihe von verschiedenen Systemen zur Verfügung.
Bei der Abdichtung von Fensteranschlussfugen werden 3 Abdichtungseben definiert.
- Die äußere Fugenabdichtung, welche schlagregendicht, diffusionsoffen, witterungsbeständig und winddicht sein muss
- Die mittlere Dichtebene (auch Funktionsebene genannt), welche wärme- und schalldämmend sein muss
- Die innere Dichtebene, welche luftdicht und diffusionsdichter sein muss, als die Außenabdichtung

Aufgrund der unterschiedlichen Anforderungen müssen Abdichtungen von Fugen klar getrennt werden.
Das sind
- Fensteranschlussfugen, welche entsprechende Aufgaben zur Trennung des Raum- und Außenklimas übernehmen können müssen und die übrigen
- Fassadenfugen, welche lediglich eine äußere Fugenabdichtung sicherstellen müssen.

### IVD-Merkblatt 27 – Abdichten von Anschluss- und Bewegungsfugen an der Fassade mit spritzbaren Dichtstoffen
Einerseits kommen in Anschluss- und Bewegungsfugen an der Fassade eine große Vielfalt von Baustoffen und Bauteilen mit sehr unterschiedlichen physikalischen Eigenschaften zum Einsatz, andererseits wirken auf die Gesamtkonstruktion insgesamt intensive Belastungen ein.
Das vorliegende Merkblatt gibt entsprechende Hinweise sowohl für den Planer als auch für den ausführenden Fachbetrieb.

### IVD-Merkblatt 28 – Sanierung von defekten Fugenabdichtungen an der Fassade
Um dem Verarbeiter für die verschiedenen Fugenbereiche eine Hilfestellung zu geben, sind im vorliegenden Merkblatt die notwendigen Arbeitsschritte zu Beginn einer Sanierung aufgeführt, sowie Lösungsvorschläge für den Einsatz des je nach vorliegender Problematik richtig einzusetzenden Abdichtungssystems.

### IVD-Merkblatt 29 – Fugenarbeiten im Maler- und Lackiererhandwerk
Einerseits kommen in Anschluss- und Bewegungsfugen an und in Bauwerken eine große Vielfalt von Baustoffen und Bauteilen mit sehr unterschiedlichen physikalischen Eigenschaften zum Einsatz, andererseits können auf die Gesamtkonstruktion insgesamt intensive Belastungen einwirken, wie z. B.:
- Feuchtigkeit (Regen, Eis, Tauwasser)
- Ozon
- UV-Strahlung
- Chemische Einwirkungen (Reinigungsmittel)
- Biologische Einwirkungen (Algen, Schimmel, Pflanzensporen)
- Mechanische Einwirkungen (Belastung durch Arbeitsbühnen, Winddruck/Windsog, Reinigung)
- Thermische Einwirkungen (Temperaturwechsel)

Für eine dauerhafte Abdichtung muss daher die Konstruktion im Vorfeld sorgfältig geplant, ausgeschrieben und ausgeführt werden.
Das vorliegende Merkblatt gibt dem Ausführenden Betrieb und dem Planer wichtige Hinweise, welcher Norm bzw. welchem anderen technischen Regelwerk die wesentlichen Anforderungen zum jeweiligen Anwendungsgebiet zu entnehmen sind.

### IVD-Merkblatt 30 – Montageklebstoffe für Klebungen und Abdichtungen
Montageklebstoffe werden unter sehr unterschiedlichen Begriffen in den Verkehr gebracht:
- Montageklebstoff
- Montagekleber
- Montagewerkstoff
- Kleb- und Dichtstoff
- Kleb/Dichtstoff
- Dicht/-Klebstoff
- Klebemasse
- Spiegelkleber (Sonderfall)

Diese Bezeichnungen umfassen neben dem Begriff Kleben oftmals auch den Begriff Dichten und bedeuten, dass diese Produktgruppe unter bestimmten Voraussetzungen, neben der eigentlichen Klebung von Werkstoffen, gegebenenfalls auch zu deren Abdichtung eingesetzt werden kann. Montageklebstoffe werden einerseits in vielen Fällen von den IVD-Mitgliedsfirmen hergestellt und vertrieben und andererseits von nahezu allen Handwerksgruppen, die auch spritzbare Dichtstoffe einsetzen, für die unterschiedlichsten Anwendungen verwendet.
Unter Montageklebstoffen versteht man im Allgemeinen pastöse Klebstoffe, die vor allem zum Kleben und fugenfüllenden Abdichten bei der Montage von Bauteilen und Baustoffen eingesetzt werden und ein breites Einsatzspektrum aufweisen. Montageklebstoffe können physikalisch trocknend oder chemisch vernetzend sein und nach verschiedenen Rohstoffgruppen eingeteilt werden. Im ausgehärteten Zustand können sie elastisch (spannungsausgleichend) oder kraftschlüssig (starr) sein.
Der Industrieverband Dichtstoffe e.V. hat hierzu ein Merkblatt erstellt, in dem einige Einsatzbereiche anhand von Beispielen dargestellt und dem Verwender eine Reihe von grundlegenden Kriterien zur Produktauswahl und elementare Verarbeitungshinweise erläutert werden. Das vorliegende Merkblatt zeigt Beispiele für beide Einsatzbereiche und beschreibt die Qualitätsmerkmale, Eigenschaften und Verarbeitungsvorschriften.

### IVD-Merkblatt 31 – Sanierung von Fugenabdichtungen im Hochbau
Das vorliegende IVD-Merkblatt beschreibt die Vorgehensweise zur Sanierung einer Fugenabdichtung unabhängig davon, ob eine Reklamation bzw. Mängelrüge vorliegt oder ein Auftrag für die Erneuerung, Renovierung oder Sanierung des Objektes.
Ergänzende Hinweise:
Grundsatzaussagen zu Normung und Qualität sowie zu der Einstufung und den Qualitätsanforderungen der Dichtstoffe nach DIN EN 15651-1 befinden sich u. a. im IVD-Merkblatt 28 – Sanierung von defekten Fugenabdichtungen an der Fassade.

### IVD-Merkblatt 32 – Bewehrte Wandplatten aus Porenbeton – Dimensionierung und Abdichtung mit spritzbaren Dichtstoffen
1.1 Porenbeton
Der Bundesverband Porenbeton informiert mit seinem Bericht 6 – gemeinsam mit dem vorliegenden IVD-Merkblatt – über eine fach- und materialgerechte Verarbeitung von bewehrten Porenbetonbauteilen.
Dieser Bericht 6 gilt für die Fugenausbildung bewehrter Porenbeton-Wandplatten nach DIN 4223 sowie DIN EN 12602.
Es sind die allgemein üblichen Fugenarten, Fugendimensionierungen, konstruktive Ausbildungen der Fugenabdichtungen und spritzbaren Fugendichtstoffe erfasst. In Sonderfällen können sich jedoch Abweichungen in der Fugenbeanspruchung ergeben, so dass sich die Zuordnungen der Fugendichtstoffe zu den Fugenarten ändern. In derartigen Sonderfällen sind die Porenbetonhersteller zu Rate zu ziehen.
Das spezifische Formänderungsverhalten des Porenbetons bei Temperatureinwirkung, resultierend aus hoher Wärmedämmung der Bauteile, bedingt in der Praxis eine geringe lineare Längenänderung. Die erforderliche Vertikalfugenbreite zwischen liegend angeordneten, bewehrten Porenbeton-Wandplatten ist abhängig von der linearen thermischen Längenänderung, der Wölbung der Wandplatten, der Feuchtedehnung des Porenbetons sowie von der Art des Fugendichtstoffes (Zulässige Gesamtverformung).
Voraussetzung für die nachfolgenden Empfehlungen ist eine Innen-Gebäudenutzung unter normalen Bedingungen.
Sondermaßnahmen sind erforderlich bei:
- höheren Luftfeuchtigkeitswerten (z. B. Schlachthof)
- aggressivem Innenraumklima (siehe DIN 4030)
- extreme Temperaturwechselbelastungen innen und außen(bei Außenbelastung Heilbezugswert der Beschichtung beachten)
- Erschütterungen

1.2 Dichtstoffe
Dieser Bericht behandelt den Einsatz von spritzbaren Dichtstoffen in Fugen an bewehrten Bauteilen aus Porenbeton und deren Anschlüsse an andere Gebäude- und Bauteile.
Die Qualitätsanforderungen an spritzbare Dichtstoffe für Wandplatten werden in DIN EN 15651-1 gestellt:
Dichtstoffe für Fassadenelemente(F)
In DIN EN 15 651 werden lediglich Mindestanforderungen an die Dichtstoffe gestellt, um eine gewisse Sicherheit der Abdichtung zu gewährleisten.
Die langjährigen deutschen Erfahrungen in der Praxis in Bezug auf die vorhandenen Bautoleranzen, Fugenkonstruktionen, Belastungen auf die Fuge und ihre Abdichtung sowie die Vielzahl der Dichtstoffqualitäten zeigen jedoch, dass höhere Qualitätsanforderungen an einzelne Eigenschaften und in einzelnen Anwendungsgebieten gerechtfertigt sind. Diese spiegeln sich in den Merkblättern des Industrieverbandes Dichtstoffe e. V. (IVD) wider. Ein jeweils kompletter Vergleich der Qualitätsanforderungen des IVD zu den relevanten Teilen nach DIN EN 15651 ist in den betreffenden IVD-Merkblättern unter dem Punkt „Einstufung und Qualitätsanforderungen der Dichtstoffe nach DIN EN 15651 und IVD“ aufgeführt. An dieser Stelle sei insbesondere auf das IVD-Merkblatt Nr. 32 verwiesen.
Der Einsatz von komprimierten Dichtungsbändern aus Schaumkunststoff wird unter Abschnitt 5.2 beschrieben. Nähere Details zu diesen Materialien sind im IVD-Merkblatt Nr. 26 – Abdichten von Fenster- und Fassadenfugen mit vorkomprimierten und imprägnierten Fugendichtbändern (Kompribänder) – beschrieben.

### IVD-Merkblatt 35 – Kleben und Dichten am Bau – Systeme-Einteilung-Anwendungen
- Elastisches und plastisches Abdichten
- Kraftschlüssiges und spannungsausgleichendes Kleben

Auf dem Markt stehen sowohl für das Kleben als auch für das Abdichten von Baustoffen und Bauteilen eine Vielzahl von Systemen in unterschiedlichen Verpackungsformen und -größen zur Verfügung.
Das vorliegende Merkblatt soll dem Verwender und Planer eine allgemeine Übersicht über die einzelnen Systeme und ihre Einteilung geben.
In einzelnen Tabellen und Ausführungen wird dargestellt, welche Einsatzmöglichkeiten auf Grund der wesentlichen Produkteigenschaften gegeben sind.
Eine ausführliche Beschreibung der Qualitätsmerkmale und Einsatzmöglichkeiten der wesentlichen Systeme kann darüber hinaus den verschiedenen IVD-Merkblättern entnommen werden.